# Feels So Good (песен на Мелани Би)
„Feels So Good“ е четвъртият сингъл на английската поп певица Мелани Браун, издаден на 19 февруари 2001.
Песента се задържа на пето място в класацията за сингли на Великобритания UK Singles Chart.